# Cheirostylis pusilla
Cheirostylis pusilla är en orkidéart som beskrevs av John Lindley. Cheirostylis pusilla ingår i släktet Cheirostylis och familjen orkidéer. Inga underarter finns listade i Catalogue of Life.